# Arcas (fusée)
Pour les articles homonymes, voir Arcas.

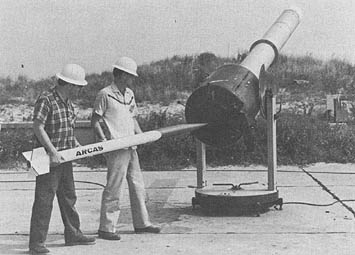
Fusée Arcas.

Arcas est une fusée-sonde américaine lancée pour la première fois le 31 juillet 1959 et pour la dernière fois le 9 août 1991, totalisant 1 517 vols. 
La fusée est capable d'atteindre l'altitude de 52 kilomètres avec une charge utile de 4,5 kg. Son moteur-fusée développe une poussée au décollage de 1,5 kN. Elle pèse 34 kilogrammes pour une hauteur de 2,3 mètres.

## Super Arcas
Une variante d'Arcas, Super Arcas, plus puissante a été utilisée à de nombreuses reprises sur l'ensemble du globe depuis des sites de lancement variés à terre ou en mer.
Elle était capable d'atteindre 100 km d'altitude. Elle a souvent été utilisée pour lancer des instruments de mesure climatiques car son tube de lancement pouvait être rapidement réutilisé pour un nouveau tir. Durant l'une de ces expériences une fusée a été ainsi lancée toutes les heures depuis l'Antarctique pendant 24 heures de suite.